# Camden (Alabama)
Camden ist ein Ort im Wilcox County im US-Bundesstaat Alabama.
Nach der Volkszählung aus dem Jahr 2020 hatte Camden 1927 Einwohner. Der Ort ist der Verwaltungssitz (County Seat) des Wilcox County. Die Gesamtfläche Camden beträgt 11 km². 

## Demographie
Nach der Volkszählung aus dem Jahr 2000 hatte Camden 2257 Einwohner, die sich auf 868 Haushalte und 584 Familien verteilten. Die Bevölkerungsdichte betrug somit 206 Einwohner/km². 54,28 % der Bevölkerung waren afroamerikanisch, 45,28 % weiß. In 35,9 % der Haushalte lebten Kinder unter 18 Jahren. Das Durchschnittseinkommen betrug 25.750 US-Dollar pro Haushalt, wobei 43,3 % der Bevölkerung unterhalb der Armutsgrenze lebten.

## Kultur und Sehenswürdigkeiten
Sechs Bauwerke, Bezirke und Stätten in Camden und der näheren Umgebung sind im National Register of Historic Places („Nationales Verzeichnis historischer Orte“; NRHP) des National Park Service eingetragen (Stand 27. April 2021), zwei davon sind Historic Districts, bei den anderen handelt es sich um Bauwerke beziehungsweise eine archäologische Fundstätte. Eingetragene Objekte sind unter anderem das William King Beck House, die Liddell Archeological Site und der Wilcox County Courthouse Historic District.